# Escitino
Escutino, Citino ou Escitino de Teos (em grego antigo: Σκυθῖνος; em latim: Scythinus) foi um poeta iâmbico do século IV a.C., contemporâneo de Platão, nascido em Teos, na Jônia. Ele transcreveu em tetrâmetro trocaico (ou tentou transcrever) a obra filosófica Sobre a Natureza de Heráclito, conforme informado por Diógenes Laércio citando depoimento anterior de Jerônimo de Rodes.
Letras de Escitino foram preservadas por Plutarco, enquanto Ateneu e Estobeu citam trechos de suas curtas obras "História" (Ἱστορία) e "Sobre a Natureza" (Περὶ φύσεως) respectivamente. Dois epigramas são atribuídos a Escitino, que estão incluídos no décimo segundo livro da Antologia Grega.
Todos os (poucos) trechos sobreviventes de obras de Escitino, exceto os epigramas, foram incluídos por H. Diels na antologia Poetarum philosophorum fragmenta.
Das citações heraclitianas, o fragmento 1 West se encontra em Plutarco, Sobre os oráculos da pítia, trecho recomposto por Escitino, no qual se alude à lira como analogia do Cosmos e o papel do Sol/Fogo no seu ajuste, em Harmonia e união dos opostos, como sua palheta:
"... a qual Apolo bem formado, filho de Zeus, compõe como um todo, levando juntos o início e o fim; e ele mantém a luz do Sol como um plectro brilhante." 
O outro fragmento é uma versão em prosa citada de Peri phýseos por Estobeu. Ele foi reconstituído em tetrâmetros por Wilamowitz:
"De todas as coisas, Chronos (Tempo) 

é o último e o primeiro, e em si a tudo contém,
e é um e não é um; sempre procede do presente momento
estando presente em si mesmo na direção oposta.

Para nós, de fato, amanhã é ontem e ontem é amanhã."